# Burschi-Reader
Burschi-Reader (auch Burschireader, Burschenschafts-Reader oder Verbindungsreader) sind antikorporative, Studentenverbindungen kritisch und ablehnend thematisierende Publikationen. Die Bezeichnung Burschi-Reader setzt sich aus den Bestandteilen „Burschi“, einem Dysphemismus für Verbindungsstudenten, der sich von der Verbindungsart der Burschenschaften ableitet, und dem englischen Wort „reader“ zusammen.

## Herausgeber und Ziel der Publikationen
Seit etwa 1968 geben in Deutschland Asten und andere Gruppierungen Flyer und ähnliches Informationsmaterial über Studentenverbindungen heraus. Als Herausgeber von Burschi-Readern treten zumeist hochschulpolitische Gruppierungen auf, die den Sozialdemokraten, den Grünen, alternativen oder undogmatischen linken Gruppen nahestehen, linke Organisationen und solche, die sich selbst als antifaschistisch charakterisieren.
Das Ziel der Darstellung der Verbindungsszene der Stadt des Herausgebers ist meist, Personen, insbesondere Studenten, über Studentenverbindungen so zu informieren, dass sich diese nach der Lektüre eine eigene kritische Auffassung über Korporationen bilden können.

## Inhalte
Hauptinhalt der Reader ist die Kritik an studentischen Verbindungen wie der politischen Orientierung eines Großteils der Verbindungen in der Weimarer Republik und im nachfolgenden Dritten Reich, politisch rechte Positionen und rechtsextreme Vorfälle bei einem Teil der Burschenschaften sowie mangelnde Abgrenzung von verfassungsfeindlichen Vereinigungen, Frauenfeindlichkeit durch weitgehenden Ausschluss von weiblichen Mitgliedern im Männerbund, die als gewalttätig gewertete Praxis der Mensur, unverhältnismäßiger Alkoholgenuss im Rahmen traditioneller Sitten und Gebräuche und die Ablehnung von Homosexualität und Kriegsdienstverweigerung. Weiter wird im Burschi-Reader die Vermittlung eines aus Sicht der Verfasser überkommenen und reaktionären Gesellschaftsbildes und ein elitäres Selbstverständnis gepaart mit Netzwerkbildung kritisiert.

## Rechtliche Situation
Allgemeinen Studierendenausschüssen sind bei der Erstellung korporationskritischer Druckerzeugnisse rechtliche Grenzen gesetzt. Der 1. Senat des Oberverwaltungsgerichts der Freien Hansestadt Bremen formulierte zu seiner Entscheidung am 8. Juli 1999 den Leitsatz: „Nimmt ein AStA in einem von ihm herausgegebenen oder zu verantwortenden Druckerzeugnis zu studentischen Verbindungen kritisch Stellung, muss er der angegriffenen Gruppierung die Möglichkeit zu gleichwertiger Gegenäußerung bieten.“
In der Entscheidungsbegründung wird auf ein Urteil des deutschen Bundesverwaltungsgerichtes vom 13. Dezember 1979 verwiesen, demzufolge es einem AStA verwehrt sei, „einen allgemeinpolitischen Meinungskampf zu führen oder sonstige politische Forderungen ohne konkreten studien- oder hochschultypischen Inhalt in die Hochschule hineinzutragen“. Meinungsäußerungen vonseiten eines AStA gegen studentische Verbindungen seien prinzipiell zulässig, solange es dabei nicht zu Diffamierungen komme. Allerdings dürfe in „Druckerzeugnissen kein einseitiger Meinungskampf“ geführt werden. Wenn ein AStA gegen Studentenverbindungen Stellung beziehe, müsse „diesen die Möglichkeit eingeräumt werden, ihren Gegenstandpunkt darzulegen.“

## Kritik an den Burschi-Readern
Die Kritik an den Burschi-Readern stammt vor allem aus den in ihnen kritisierten Verbindungskreisen und beruft sich vornehmlich auf mangelnde eigene Recherche und Verallgemeinerung von Einzelerscheinungen seitens der Verfasser der Burschi-Reader.  So sei es nach Meinung der Kritiker der Burschi-Reader unzulässig, angesichts der großen Anzahl und Heterogenität von Studentenverbindungen die im Verdacht des Rechtsextremismus stehenden und vom Verfassungsschutz beobachteten Verbindungen dazu zu benutzen, alle Verbindungen als extremistisch zu betrachten. Die meisten in den Readern aufgestellten Behauptungen bezüglich der Sitten und Gebräuche der Verbindungen seien in der Sache falsch oder veraltet. Auch werde von weiblichen Verbindungsstudentinnen die Bezeichnung "Burschi" als diskriminierend empfunden, da sich dieser nur auf männliche Verbindungsstudenten der Burschenschaften beziehe.